# Okon Flo Essien
Okon Flo Essien (Calabar, 31 dicembre 1981) è un ex calciatore nigeriano, di ruolo attaccante.

## Palmarès

### Club

#### Competizioni nazionali
- Coppa di Nigeria: 1

Dolphins: 2001
- Campionato russo: 1

Spartak Mosca: 2001
- Coppa di Russia: 1

Spartak Mosca: 2002-2003